# Пирохимический анализ

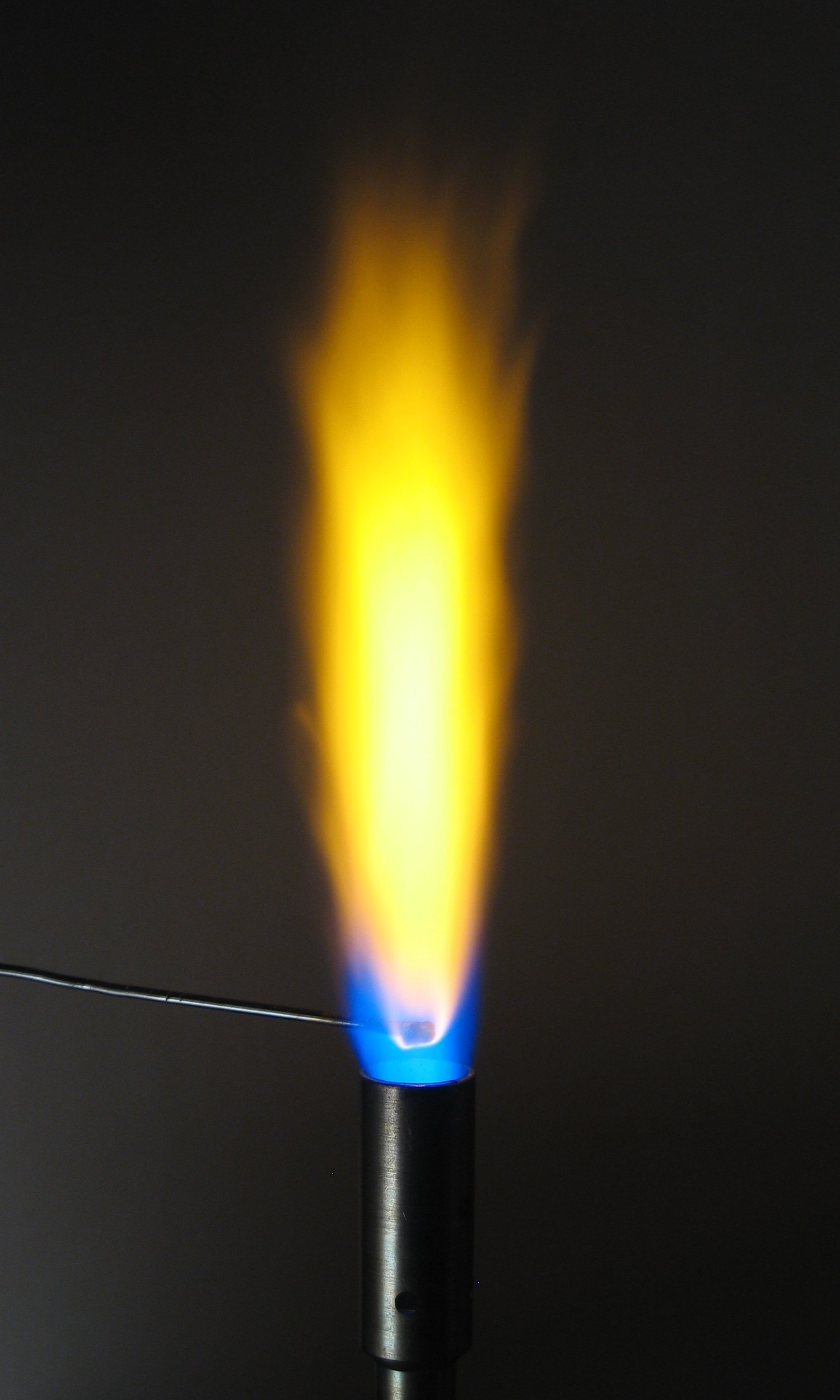
Горение натрия

Пирохимический анализ (от греч. πυρός — огонь) — методы обнаружения некоторых химических элементов (например, в минералах) по различному окрашиванию пламени, различной окраске перлов буры или фосфорных солей. Пламя обычно получают сжиганием искомого вещества в пламени газовой горелки. Окраска пламени зависит от наличия раскаленных паров свободных металлов, получающихся в результате термического разложения солей. Реакции окрашивания пламени удаются хорошо только с летучими солями (хлоридами, карбонатами и нитратами). Нелетучие соли (бораты, силикаты, фосфаты) смачивают перед внесением их в пламя концентрированной соляной кислотой для перевода их в летучие хлориды. Для получения более точного результата желательно вводить соединение в бесцветную часть пламени.
| Зависимость цвета пламени от наличия соединений металлов |                         |                             |
| Металл                                                   | В окислительном пламени | В восстановительном пламени |
| Хром                                                     | Изумрудно-зелёный       | Жёлто-зелёный               |
| Кобальт                                                  | Интенсивный синий       | Тёмно-синий                 |
| Марганец                                                 | Фиолетово-аметистовый   |                             |
| Железо                                                   | Жёлто-бурый             | Зелёный                     |
| Никель                                                   | Красно-бурый            | Фиолетово-серый             |
| Медь                                                     | Синий                   | Красно-бурый                |